# Lew Roszal
Lew Borisowicz Roszal (ros. Лев Борисович Рошаль, ur. 1896 w Rohaczowie, zm. 28 stycznia 1940 w Moskwie) był radzieckim działaczem partyjnym, oficerem politycznym i funkcjonariuszem służb specjalnych.

## Życiorys
W listopadzie 1917 został członkiem SDPRR(b) i sekretarzem, następnie zastępcą przewodniczącego i przewodniczącym powiatowego komitetu partyjnego w rodzinnym mieście, w 1918 pełnił funkcję zastępcy przewodniczącego i przewodniczącego powiatowego komitetu RKP(b) w Orszy. Następnie pracował w Wydziale Politycznym Frontu Południowego jako komisarz pułku piechoty i komisarz brygady piechoty 13 Armii. W 1920 kolejno pełnił funkcje: sekretarza gubernialnego komitetu Komunistycznej Partii (bolszewików) Białorusi (KP(b)B) w Homlu, naczelnika gubernialnej milicji robotniczo-chłopskiej w Homlu, sekretarza Komitetu Powiatowego KP(b)U w Mikołajowie, sekretarza Komitetu Gubernialnego KP(b)U w Mikołajowie, sekretarza Komitetu Powiatowego RKP(b) w Carycynie, sekretarza Komitetu Gubernialnego RKP(b) w Carycynie, sekretarza Gubernialnej Rady Związków Zawodowych w Carycynie, przewodniczącego Gubernialnej Rady Związków Zawodowych w Stawropolu i kierownika Wydziału Organizacyjnego Kaukaskiego Biura KC RKP(b). W 1921 został inspektorem Moskiewskiego Okręgu Wojskowego i potem komisarzem korpusu, 1922-1923 kierował Pododdziałem Ewidencyjnym KC RKP(b), od 1923 do 10 marca 1924 był zastępcą kierownika Wydziału Ewidencyjno-Dystrybucyjnego KC RKP(b), a od 10 marca 1924 do 8 lipca 1925 zastępcą kierownika Wydziału Organizacyjno-Dystrybucyjnego KC RKP(b). Od 8 lipca 1925 do 6 września 1928 kierował Wydziałem Informacyjnym KC RKP(b)/WKP(b), w 1925 został pomocnikiem sekretarza generalnego KC WKP(b) J. Stalina i zastępcą redaktora naczelnego gazety Izwiestija. Od 1928 do 1930 był sekretarzem odpowiedzialnym Komitetu Okręgowego WKP(b) w Irkucku, od grudnia 1930 do 1932 II sekretarzem Kazachskiego Komitetu Krajowego WKP(b), od 1932 do 1934 szefem Wydziału Politycznego Głównego Zarządu Ochrony Pogranicznej i Wojsk OGPU ZSRR, a od 1934 do lipca 1938 szefem Wydziału Politycznego Głównego Zarządu Ochrony Pogranicznej i Wewnętrznej GUGB NKWD ZSRR w stopniu komisarza korpusowego. Był odznaczony Orderem Czerwonego Sztandaru (1922) i Orderem Czerwonej Gwiazdy (14 lutego 1936).
22 lipca 1938 został aresztowany, 27 stycznia 1940 skazany na śmierć przez Wojskowe Kolegium Sądu Najwyższego ZSRR pod zarzutem udziału w kontrrewolucyjnej organizacji i spisku w systemie NKWD ZSRR i następnego dnia rozstrzelany. Jego prochy złożono na Cmentarzu Dońskim w Moskwie. 30 maja 1956 został pośmiertnie zrehabilitowany.